# Lotte Brackebusch
Lotte Brackebusch (* 19. Februar 1898 in Berlin; † im Spätsommer 1978 nahe Husum, Schleswig-Holstein) war eine deutsche Schauspielerin und Hörspielsprecherin.

## Leben und Wirken
Lotte Brackebusch erhielt eine Schauspielausbildung und gab ihr Theaterdebüt vermutlich zu Beginn der Weimarer Republik. An den Hamburger Kammerspielen Erich Ziegels ist sie in der Spielzeit 1927/28 erstmals namentlich als Lotte Brackebusch nachzuweisen. 1929 wechselte sie an die Württembergischen Landestheater. Weitere Verpflichtungen führten sie nach Berlin, München und Stuttgart. Aus Frankfurt am Main kommend, wo sie am dortigen Schauspielhaus engagiert gewesen war, übersiedelte Lotte Brackebusch 1938 endgültig nach Hamburg, um dort unter der Intendanz von Karl Wüstenhagen ein Engagement am Deutschen Schauspielhaus anzutreten. Seit ihrer Ankunft in der Hansestadt wohnte sie in den nachfolgenden Jahrzehnten durchgehend in der Johnsallee 20 und blieb dem Schauspielhaus verbunden. Zuletzt (1970er Jahre) wirkte sie auch am Thalia Theater unter der Leitung Boy Goberts. Gastspiele führten sie mehrfach in die Schweiz (nach Biel und Zürich).
Seit 1949 sah man Lotte Brackebusch auch in Norddeutschland (Hamburg, Lüneburger Heide, Worpswede, Sylt etc.) gedrehten Kinofilmen. Meist erhielt sie tragende Nebenrollen: einfache Frauen aus dem Volke oder dem (Groß-)Bürgertum. 1977 spielte sie Frau Holle in dem gleichnamigen Kurzfilm. Seit ihrem Part der Tante Marie in der ersten Fernsehserie Deutschlands, Familie Schölermann, nahm Lotte Brackebusch auch sporadisch Aufgaben beim Fernsehen wahr. Als Hörspielsprecherin arbeitete sie vorwiegend für den NWDR Hamburg bzw. für dessen Rechtsnachfolger den NDR.
Lotte Brackebusch war mit dem bereits 1948 verstorbenen Schauspieler Hans Brackebusch verheiratet. Sie starb im Spätsommer 1978 in einem kleinen Dorf bei Husum.

## Filmografie
- 1949: Das Fräulein und der Vagabund
- 1952: Toxi
- 1952: Rosen blühen auf dem Heidegrab
- 1954: Heideschulmeister Uwe Karsten
- 1954: Familie Schölermann (Fernsehserie)
- 1955: Rosen im Herbst
- 1957: Königin Luise
- 1957: Romeo und Julia von Berlin (Fernsehfilm)
- 1957: Witwer mit fünf Töchtern
- 1957: Die unentschuldigte Stunde
- 1957: Lemkes sel. Witwe
- 1957: Alle Wege führen heim
- 1958: Herz ohne Gnade
- 1958: Die Abwerbung (Fernsehfilm)
- 1958: Frau im besten Mannesalter
- 1959: Der blaue Nachtfalter
- 1961: Vertauschtes Leben
- 1961: Am Abend ins Odeon
- 1961: Das letzte Kapitel
- 1962: Heute nacht starker Nebel (Fernsehfilm)
- 1963: Die weiße Spinne
- 1963: Der Arzt am Scheidewege (Fernsehfilm)
- 1965: Trauer muß Elektra tragen (Fernsehfilm)
- 1966: Der Verrat von Ottawa (Fernsehfilm)
- 1967: Landarzt Dr. Brock (Fernsehserie)
- 1968: Tragödie auf der Jagd (Fernsehfilm)
- 1971: Einer muß der Dumme sein (Fernsehfilm)
- 1974: Der Stechlin (Dreiteiliger Fernsehfilm)
- 1977: Frau Holle (Kurzfilm)
- 1978: Stationen aus Schwester Gerdas Tagebuch (SFB, Aus der Reihe „Stadtgeschichten“)

## Hörspiele
- 1948: Thornton Wilder: Die Brücke von San Luis Rey (Madre Maria) – Regie: Gustav Burmester (NWDR Hamburg)
- 1949: George Bernard Shaw: Zurück zu Methusalem (Orakel-Beamtin) – Regie: Günther Rennert (NWDR Hamburg)
- 1949: Horst-Günther Patzke: Sternschnuppen (Alte Frau) – Regie: Gustav Burmester (NWDR Hamburg)
- 1949: Hans Egon Gerlach: Goethe erzählt sein Leben (33. Teil: Das Haus am Frauenplan) – Regie: Mathias Wieman (NWDR Hamburg)
- 1949: Honoré de Balzac: Die Herzogin von Langeais (Oberin) – Regie: Wilhelm Semmelroth (NWDR)
- 1951: Gert-Erik Brockhausen: Der Ruf ins Leere – Regie: Hans Lietzau (NWDR Hamburg)
- 1952: Herbert Reinecker: Gerlach präsentiert die Rechnung (Anitas Mutter) – Regie: Curt Goetz-Pflug (NWDR Hamburg)
- 1953: Walter Oberer: In rasender Fahrt (Die Frau) – Regie: Gert Westphal (NWDR Hamburg)
- 1953: Leonhard Frank: Die Hutdynastie – Regie: Detlof Krüger (NWDR Hamburg)
- 1954: Dylan Thomas: Unter dem Milchwald (Mrs. Morgan) – Regie: Fritz Schröder-Jahn (NWDR Hamburg)
- 1955: Horst Mönnich: Prozeßakte Vampir (5. Teil: Mr. Cross erzählt: Auf dem Grunde des Meeres) (Oberin) – Regie: Hans Gertberg (NWDR Hamburg)
- 1955: Carl Sternheim: Perleberg. Eine Komödie (Auguste Frisecke) – Regie: Walter Knaus (SDR)
- 1955: Friedrich Schiller: Maria Stuart (Hanna Kennedy) – Regie: Gustav Burmester (NWDR Hamburg)
- 1960: Irmgard Köster: Die Jagd nach dem Täter (Folge: Der Mann mit dem braunen Schlapphut) (Wirtin) – Regie: Gustav Burmester (NDR)
- 1960: Anna-Liese Kornitzky: Der geheimnisvolle Spruch (Großmutter) – Regie: Hans Lietzau (NDR)
- 1964: Siegfried von Vegesack: Die Liebeserklärung (zweite alte Dame) – Regie: Gerlach Fiedler (NDR)
- 1965: Thomas Mann: Die Buddenbrooks (1. Teil) (Madame Antoinette) – Regie: Wolfgang Liebeneiner (HR/RB)
- 1975: Hubert Wiedfeld: Wernicke. Eine Familienserie (19. Folge: Was geht mich der ihr Geld an oder Wer Schlamm sät, wird Sturm ernten) (Frau Brandes) – Regie: Hans Rosenhauer (NDR/WDR)

## Anmerkung
1. ↑  zit. nach Deutsches Bühnen-Jahrbuch 1980 (Nachruf), S. 724